# Hayes (Hillingdon)
Hayes is een wijk in het Londense bestuurlijke gebied Hillingdon, in de regio Groot-Londen.
Niet te verwarren met de wijk Hayes (Bromley).

## Geboren
- Steve Priest (1948-2020), rockzanger, songwriter en basgitarist
- Jane Seymour (1951), Brits-Amerikaanse actrice
- Glenn Hoddle (1957), voetbaltrainer en oud-voetballer
- Barry Lane (1960-2022), golfprofessional.